# 슌가

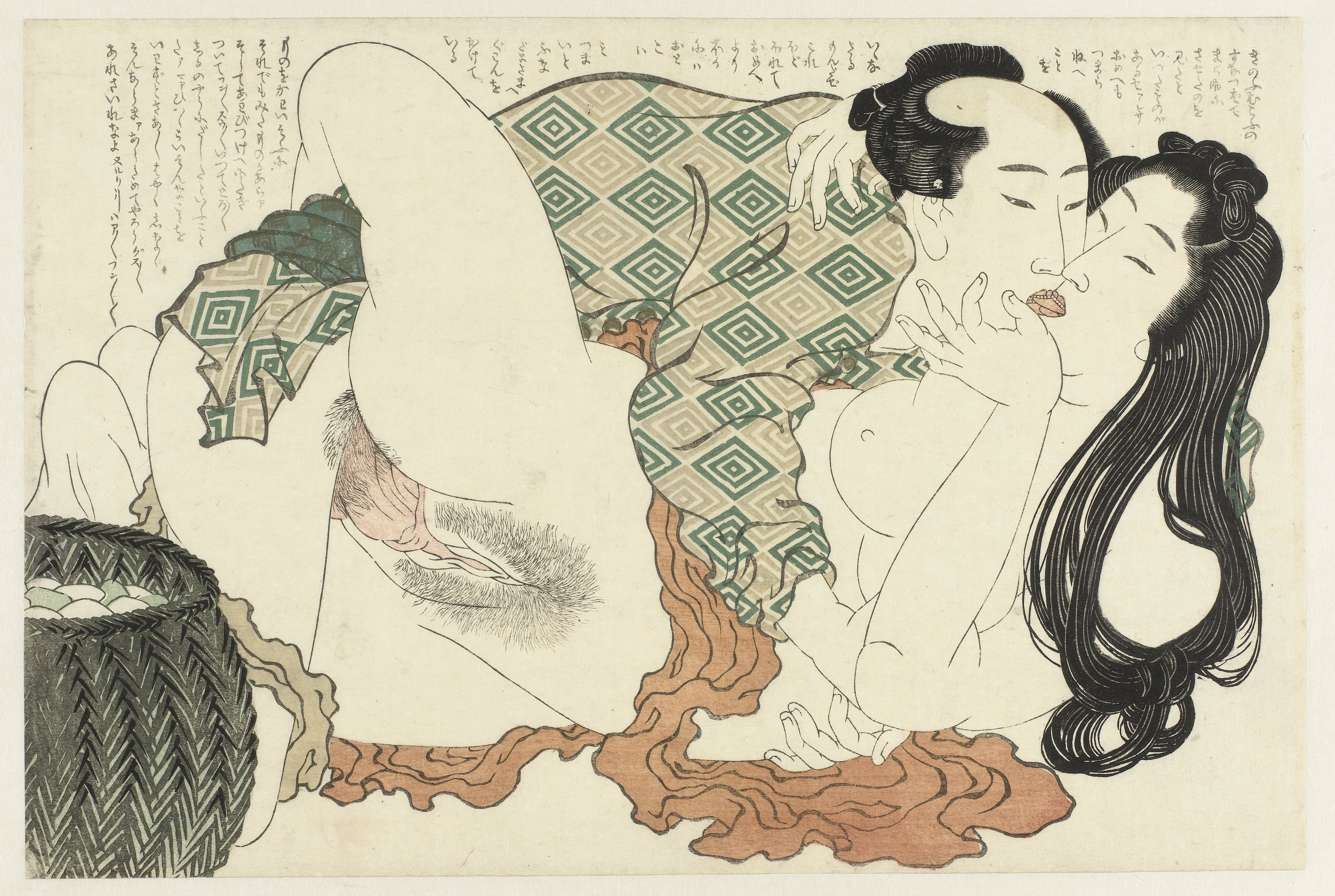
《후쿠주소》의 제10도, 해녀와 어부의 성교, 우키요에 화가인 가쓰시카 호쿠사이가 1815년 경에 그린 슌가

슌가(일본어: 春画, 영어: Shunga)는 일본 성애 미술의 한 유형으로, 일반적으로 우키요에의 한 형태로 그려지며, 보통 목판화의 형식을 하고 있다. 드물지만 우키요에보다 먼저 존재한 에로틱한 그림 두루마리도 있다. 문자 그대로 번역하면 슌가는 "봄의 그림"을 뜻하지만 여기서 "슌(春)"은 일반적으로 "성(sex)"을 뜻하는 완곡어법이다.
우키요에의 하위 부류인 슌가는 막부의 호의를 얻지 못했음에도 불구하고, 에도 시대의 모든 사회 계층에서 즐겼다. 우키요에의 경우 당시 도시 생활을 이상화하고 새로운 조닌 계층에게 어필하고자 했다. 슌가는 일상 생활의 미학을 따르며 성에 대한 묘사도 매우 다양했다. 대부분의 우케요에 예술가들은 그들의 경력 중 어느 시점에서 슌가를 그렸다.

## 같이 보기
- 춘화 – 한국의 춘화
- 춘궁도 – 중국의 춘화
- 헨타이

## 더 읽을거리
- Rosina Buckland. Shunga: Erotic Art in Japan (Abrams Press, 2013). ISBN 978-1-468-30698-9.
- Timothy Clark et al. (eds). Shunga: sex and pleasure in Japanese art (London: British Museum Press, 2013). ISBN 978-0-714-12476-6.